# Nodozana ensdoxantha
Nodozana ensdoxantha är en fjärilsart som beskrevs av Jones 1900. Nodozana ensdoxantha ingår i släktet Nodozana och familjen björnspinnare. Inga underarter finns listade i Catalogue of Life.